# Ansermanuevo (kommun)
Ansermanuevo är en kommun i Colombia.   Den ligger i departementet Valle del Cauca, i den centrala delen av landet, 220 km väster om huvudstaden Bogotá. Antalet invånare är 20 692.